# Mistrzostwa Świata w Maratonie MTB 2003
1. Mistrzostwa Świata w Maratonie MTB – zawody sportowe, które odbyły się 31 sierpnia 2003 roku w szwajcarskim Lugano, w ramach 14. mistrzostw świata w kolarstwie górskim.

## Szczegóły
| Medal | Zawodnik            | Narodowość | Czas        |
| ----- | ------------------- | ---------- | ----------- |
|       | Thomas Frischknecht | Szwajcaria | 3:48:01.9 h |
|       | Bart Brentjens      | Holandia   | + 0:01.4 m  |
|       | Carsten Bresser     | Niemcy     | + 3:59.4 m  |
| 4     | Bas Peters          | Holandia   | + 4:00.4 m  |
| 5     | Mauro Bettin        | Włochy     | + 4:31.6 m  |
| 6     | Marzio Deho         | Włochy     | + 4:31.9 m  |
| 7     | Massimo de Bertolis | Włochy     | + 4:32.8 m  |
| 8     | Frédérique Frech    | Francja    | + 5:20.9 m  |
| 9     | Thomas Dietsch      | Francja    | + 7:45.9 m  |
| 10    | Sandro Späth        | Szwajcaria | + 7:57.1 m  |

| Medal | Zawodnik           | Narodowość | Czas        |
| ----- | ------------------ | ---------- | ----------- |
|       | Maja Włoszczowska  | Polska     | 4:32:06.7 h |
|       | Magdalena Sadłecka | Polska     | + 4:50.4 m  |
|       | Sandra Klose       | Niemcy     | + 9:20.5 m  |
| 4     | Birgit Jüngst      | Niemcy     | + 10:37.6 m |
| 5     | Petra Henzi        | Szwajcaria | + 14:18.3 m |
| 6     | Alexandra Hober    | Włochy     | + 14:18.9 m |
| 7     | Regina Marunde     | Niemcy     | + 22:29.7 m |
| 8     | Jaqueline Mourão   | Brazylia   | + 22:33.7 m |
| 9     | Ilona Bublová      | Czechy     | + 22:36.4 m |
| 10    | Maroussia Rusca    | Szwajcaria | + 24:38.1 m |

## Tabela medalowa
| Miejsce | Państwo    |   |   |   |   |
| ------- | ---------- | - | - | - | - |
| 1.      | Polska     | 1 | 1 | 0 | 2 |
| 2.      | Szwajcaria | 1 | 0 | 0 | 1 |
| 3.      | Holandia   | 0 | 1 | 0 | 1 |
| 4.      | Niemcy     | 0 | 0 | 2 | 2 |